# 平隆省

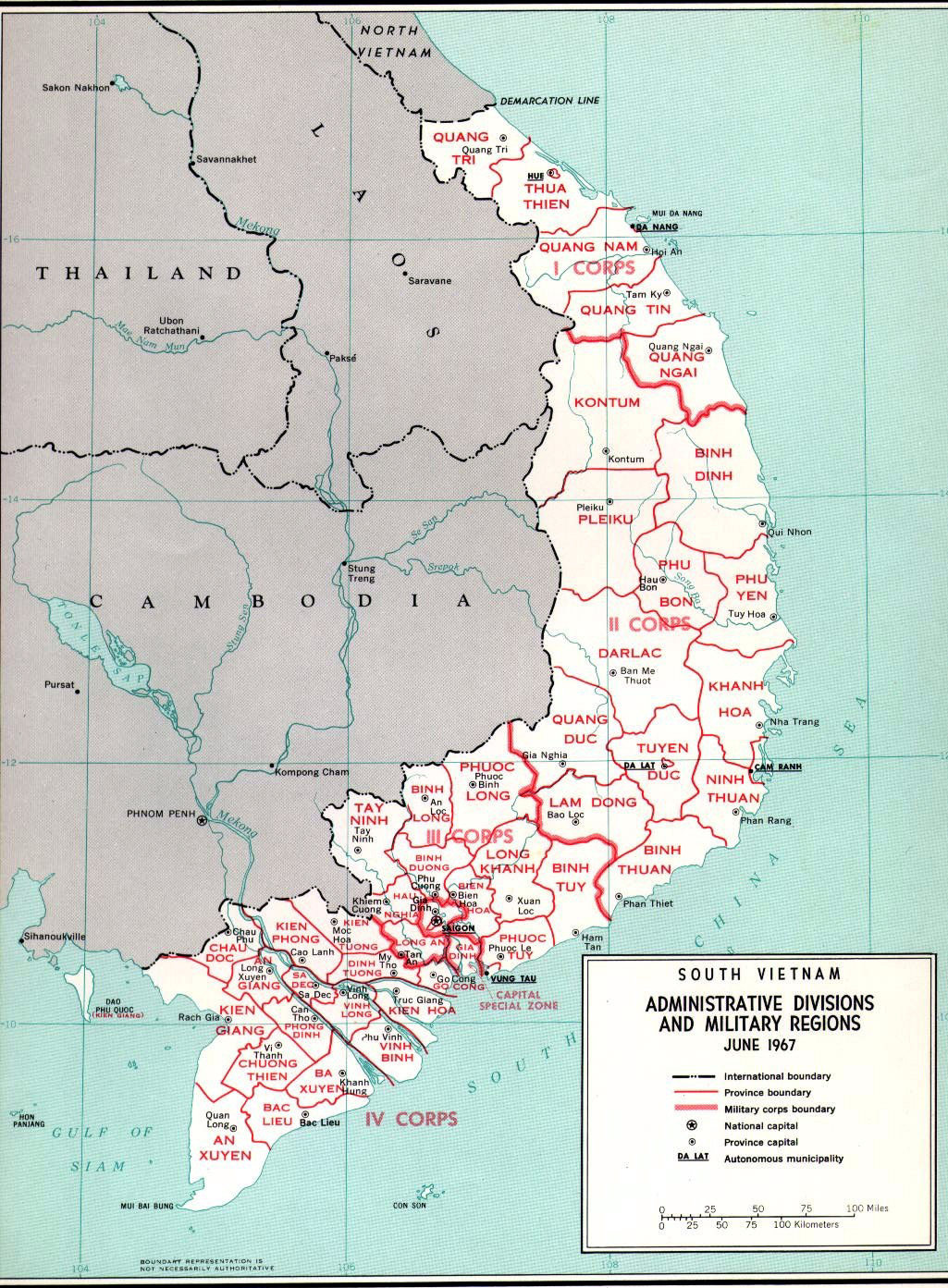
1967年的地图显示了越南共和国平隆省的省界

平隆省（越南语：／）是越南曾经设立的一个省。1975年，平隆省、福隆省和平阳省合并为小江省。1996年，又将小江省撤销，分为平阳省和平福省。现在它属于平福省的一部分，范围包括继承了原名的平隆市社，以及真诚县、汉广县和禄宁县。

## 行政區劃
1970年，宣德省下轄3郡。
- 安祿郡
- 祿寧郡
- 真誠郡